# Suka Raja (Banyuasin III)
Suka Raja is een bestuurslaag in het regentschap Banyuasin van de provincie Zuid-Sumatra, Indonesië. Suka Raja telt 806 inwoners (volkstelling 2010).